# Kazimir III. Veliki
Kazimir III. Veliki (pol. Kazimierz III Wielki) (Kowal, 30. travnja 1310. – Krakow, 5. studenog 1370.) je poljski kralj (1333. – 1370.), posljednji je vladar iz vladarske porodice Pjastovići.
Kazimir III. je uspio stabilizirati poljsku državu poslije dužeg razjedinjenja. Ugovorima o miru s državama Teutonskog reda, Češkom i Ugarskom odrekao se Šleske i Pomeranije, ali je zato ujedinio poljske zemlje Galiciju, Podoliju i Voliniju. Ojačao je kraljevsku centralnu vlast, kolonizirao opustošena područja, poticao razvoj gospodarstva i kulture i reorganizirao vojsku. Osnovao je gradove Lavov i Kolamija. Izdao je 1347. Višlički statut, koji je bio zakonik za cijelu Poljsku. Osnovao je 1346. akademiju u Krakovu. Njegova uspješna politika omogućila je da ga prozovu Velikim. Nije imao nasljednika, pa je 1370., njegovom smrću, dinastija Pjastovića bila prekinuta. 